# Richard Scheuermann

Peter Günther, Richard Scheuermann, Paul Guignard und Arthur Stellbrink (v. l. n. r.) vor Beginn des Rennens in Köln, bei dem Scheuermann tödlich verunglückte.

Richard Scheuermann (* 29. Dezember 1876 in Neumarkt bei Breslau; † 8. September 1913 in Köln) war ein deutscher Pionier des Profi-Radsports.

## Leben
Nach einer Schneiderlehre absolvierte Richard Scheuermann eine zweijährige Militärzeit. Ab 1896 fuhr er als Amateur seine ersten Radrennen. Nach mehreren Siegen und gewonnenen Preisen beschloss er 1899, Berufs-Radrennfahrer zu werden. Scheuermann spezialisierte sich auf die beiden Sparten Flieger und Steherrennen, war aber auch ein gesuchter Partner beim Tandemfahren. 1910 gewann er die Deutsche Meisterschaft im Steherrennen vor Arthur Stellbrink. Zeitgenössische Radsport-Chronisten bezeichneten ihn bereits im Alter von 28 Jahren als „Veteranen der Rennbahn“. Er wurde, gemessen am Einkommen, an dritter Stelle der erfolgreichsten deutschen Dauerfahrer im In- und Ausland aufgeführt. Scheuermann starb 1913 nach einem am 7. September 1913 erlittenen Sturz in einem Rennen mit dem Weltmeister Paul Guignard auf der Riehler Rennbahn in Köln. Durch diesen Sturz kam auch Guignards Schrittmacher Gus Lawson ums Leben; Scheuermanns Schrittmacher Emil Meinhold wurde lebensgefährlich verletzt. Richard Scheuermann wurde am 13. September auf dem Friedhof Pohlanowitz in Breslau beerdigt.

## Sportliche Erfolge
(Auswahl)
- 1900 4. Platz 100 km-Meisterschaft von Europa
- 1901 3. Platz Europameisterschaft über 2000 m, 3. Platz Weltmeisterschaft in Friedenau, Tandemfahren mit Walter Rütt
- 1902 1. Platz Großer Tandempreis zu Leipzig mit Otto Meyer, 1. Platz Tandem-Prämienfahren in Leipzig
- 1904 1. Platz Ländermatch, Kopenhagen, Tandem zusammen mit Willy Arend
- 1905 1. Platz im Hauptfahren und im Prämienfahren am 1. April in Steglitz, 1. Platz GP von Steglitz mit Bader im Tandemrennen
- 1908 1. Platz Weltmeisterschaft in Steglitz, 1. Platz Meisterschaft von Deutschland im Sprint
- 1909 1. Platz Mitteldeutsches Derby, Magdeburg
- 1910 1. Platz Meisterschaft von Deutschland, 1. Platz 'Der Zürileu', Zürich, 1. Platz Großer Bergischer Herbstpreis, Barmen und 2. Platz GP von Chany
- 1911 1. Platz Großer Herbstpreis in Köln, 2. Platz Weltmeisterschaft in Dresden, 2. Platz GP von Europa, Leipzig, 3. Platz Meisterschaft von Deutschland und 3. Platz Meisterschaft von Europa, Breslau